# آدم رييس
آدم رييس (بالألمانية: Adam Ries)‏ (يناير 1492، مارس 1559) هو عالم رياضيات ألماني، عرف أيضا باسم «آدم رييز».

## حياته
عموما لا أحد يعرف أي شيء عن طفولة آدم رييس، ولا عن شبابه ولا عن دراسته، حتى أنه لايمكن تحديد تاريخ ولادته بدقة، غير أنه توجد صورة مرسومة له مكتوب عليهابالاتينية (ANNO 1550 ADAM RIES SEINS ALTERS IM LVIII)مما يعني أنه قد كان في 58 من عمره عند رسم هذه الصورة، والتي رسمت سنة 1550 .إذن نستنتج أنه قد ولد سنة 1492 وحتى إن لم يكن قد أكمل عامه ال58 فقد يكون يكون قد ولد سنة 1493 .لكننا نستطيع تحديد مكان ولادته باد شتافلشتاين بدقة، حيث ذكره مع مجموعة من المعلومات عن نفسه في كتابه كوب (Coß)، في هذه المدينة كان والده السيد كونتز رييس يملك طاحونة، أما أمه إيفا كيتلر فقد كانت زوجة أبيه الثانية.
لم توثق العقود الأولى من حياة الرياضياتي رييس، لذلك لا يمكن تحديد المدرسة التي ولجها أو أي معلومات عن دراساته الجامعية، حيث أنه لم يسجل في أي سجل من سجلات الجامعات التي كانت متواجدة في ذاك الوقت.المرة الأولى التي ذكر فيها رييس في وثيقة كانت في 22 من أبريل سنة 1517، عندما كان في حضرة قنصل باد شتافلشتاين بسبب نزاع حول قضية إرث، وفي سنة 1905 كان آدم يعيش مع أخيه الأصغر كونراد في تسفيكاو، الذي كان قد إرتاد المدرسة اللاتينية هناك، انتقل بعدها رييس إلى مدينة إرفورت ليرتاد مدرسة للرياضيات، وقد كتب ونشر كتابين له من كتب الرياضيات هناك.
بعدها وفي سنة 1522 أو 1523 انتقل إلى بلدة صغيرة بضواحي آنابرغ-بوخهولتسآنابرغ-بوخهولتس، وهناك قضى بقية حياته.و في هذه البلدة أنهى كتابة مخطوط عن كتابه الجبري المدرسي،Coß، سنة 1529 .هذا الكتاب الذي لم يتم نشره حتى سنة 1992، خلال هاته المدة تعرف آدم رييس بآنا لوبير ، أخت حاكم فرايبرغ، وتزوجا سنة 1525 .

## العائلة

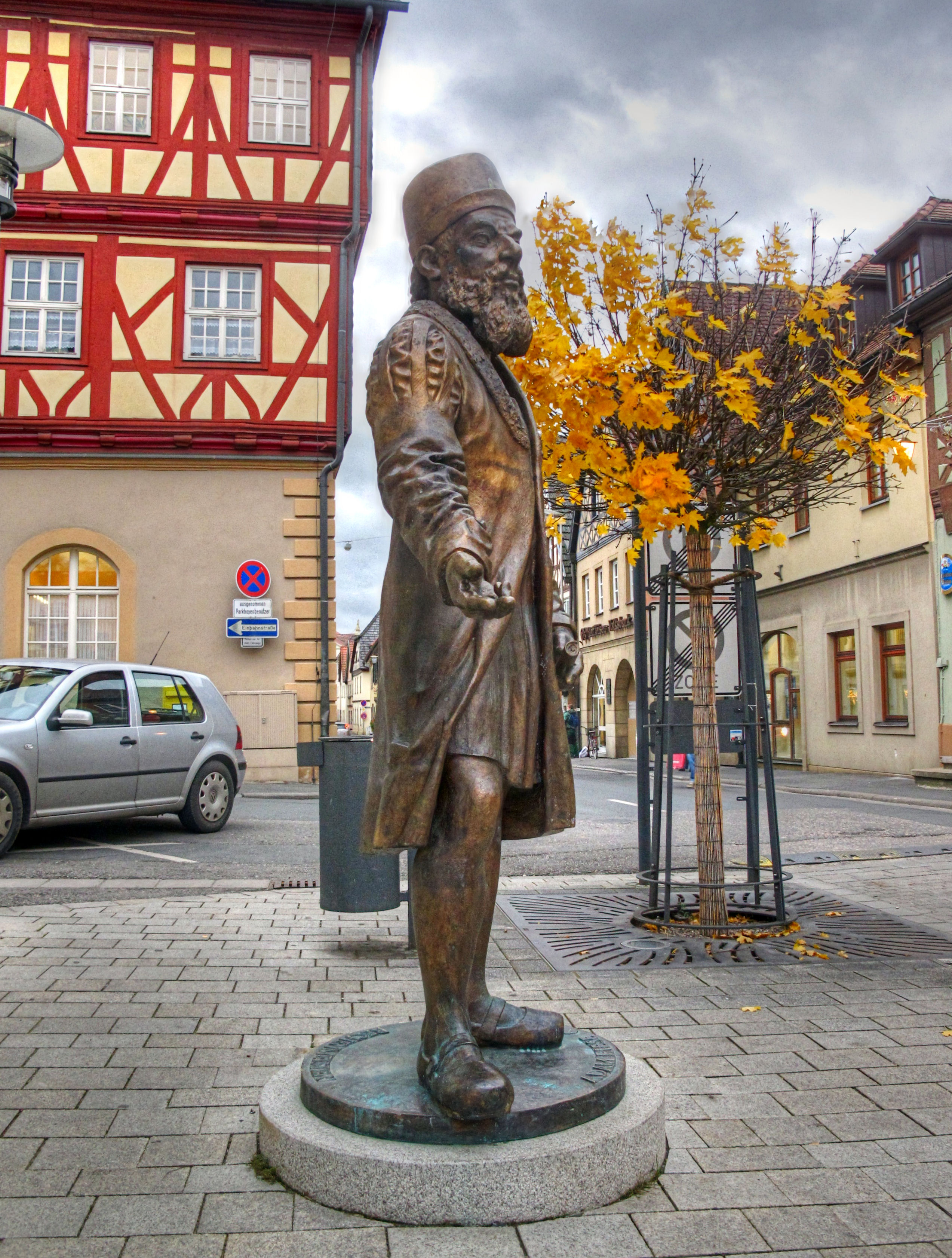
تمثال من البرونز لآدم رييس بباد شتافلشتاين

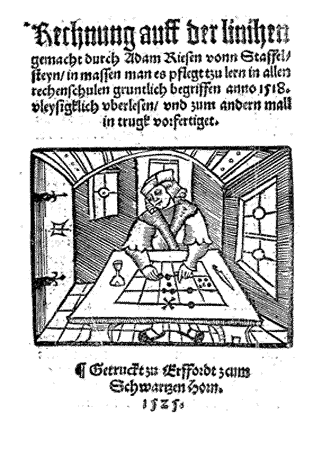
Rechnung auff der linihen

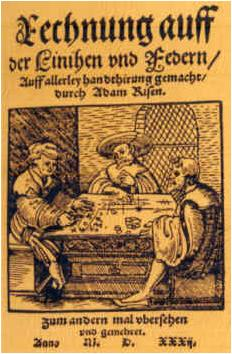
Rechnung auff der linihen und federn

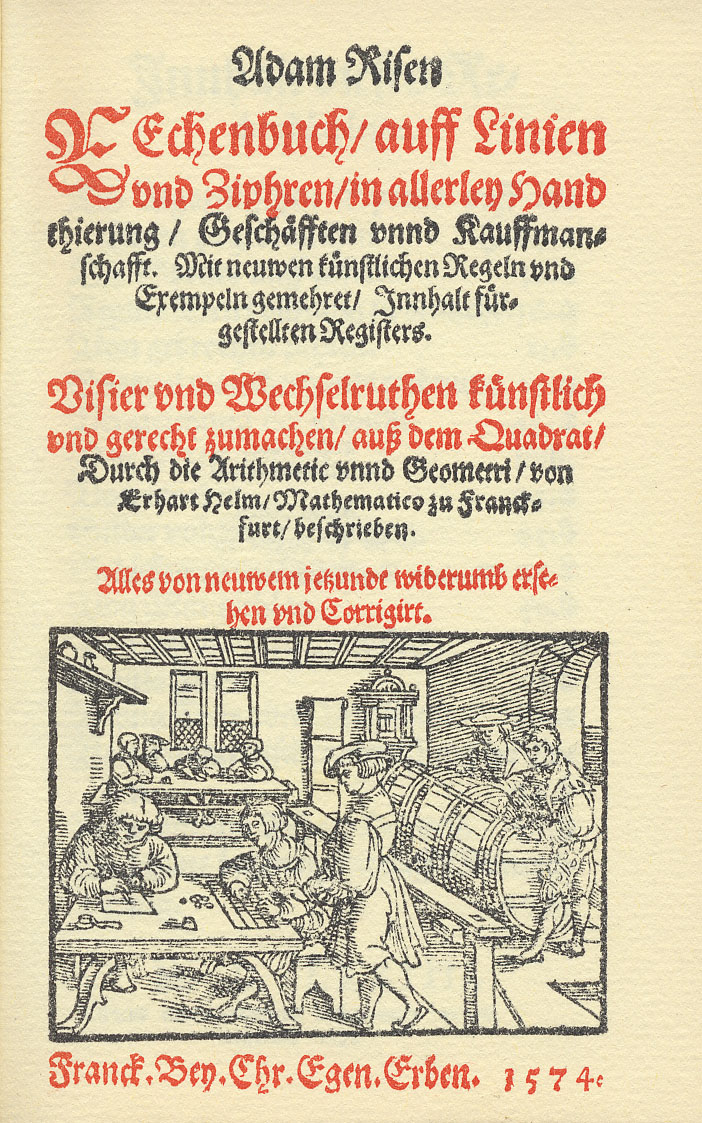
كتاب الحساب, 1574

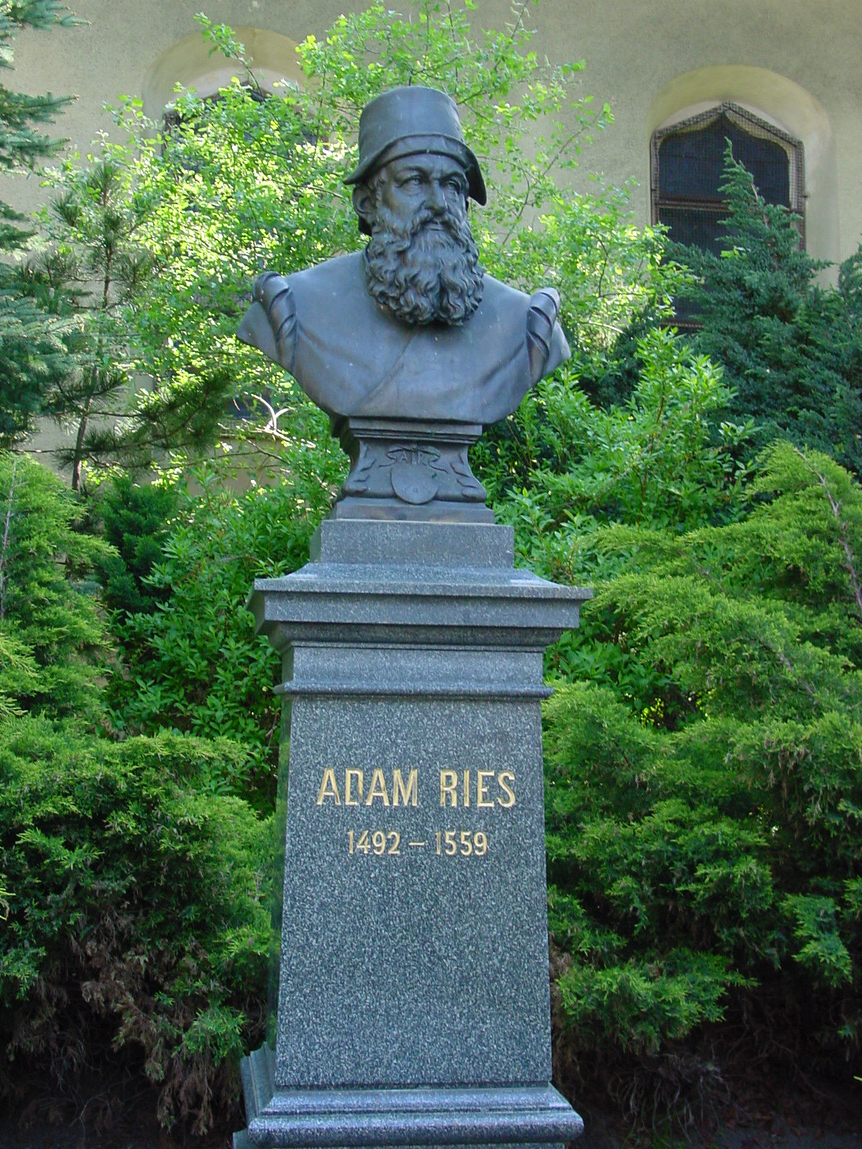
Adam Ries monument at the St. Trinitatiskirche in Annaberg-Buchholz

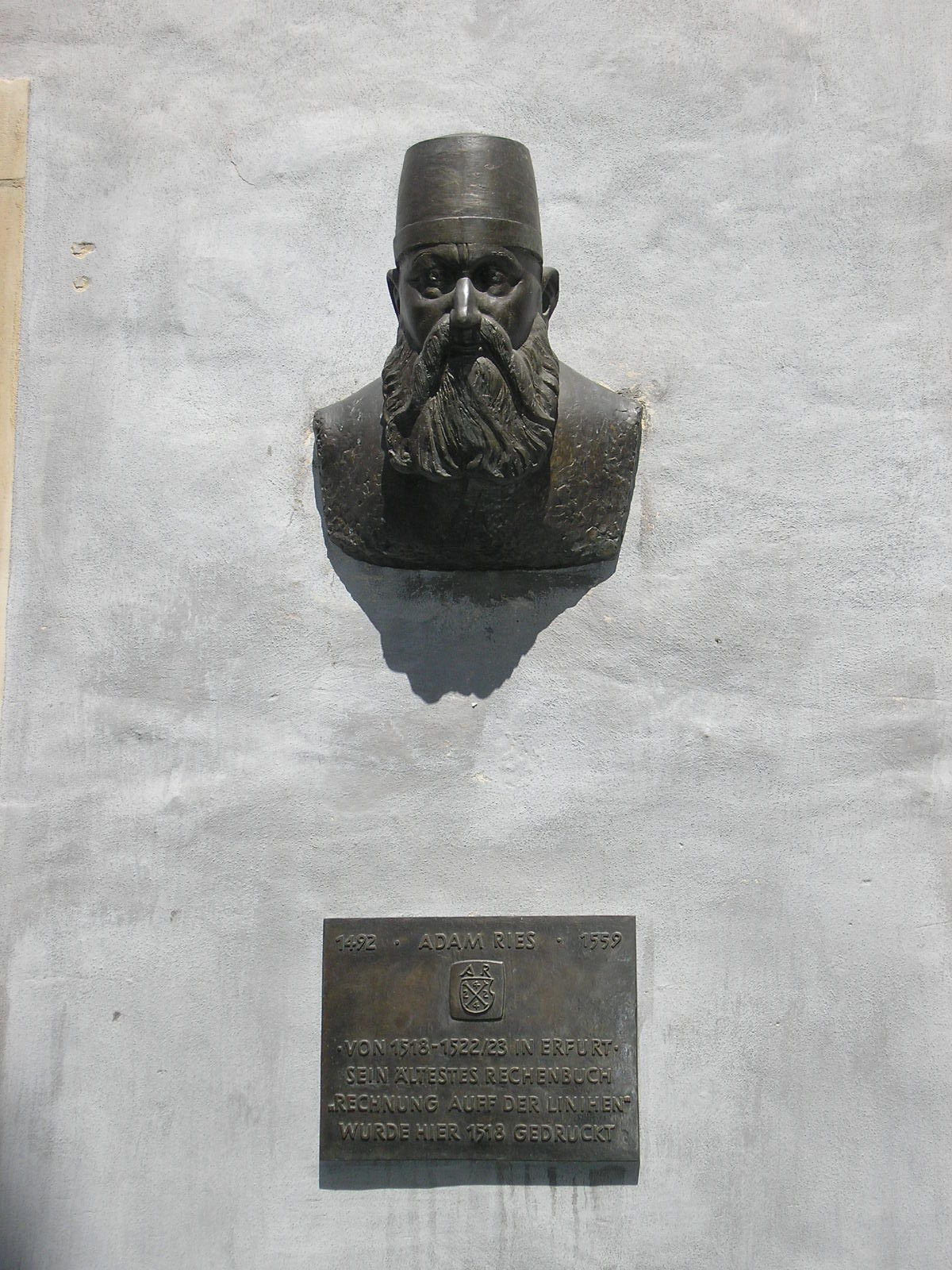
تمثال إرفورت

ٍبعد زواجهما أنجب رييس وزوجته 8 أبناء، خمسة أولاد وثلاث بنات، ثلاثة أبناء هم آدم، أبراهام و جاكوب اختارو العمل كرياضياتيين في أنابورغ، وبينما الأخوان أبراهام و جاكوب فضلا البقاء في بلدتهما الأم إلى حين وفاتهما سنة 1604، يفترض أن أدم الأخ الثالت استقر في جبال جبال هارز، أما الأخ الرابع إسحاق فقد انتقل إلى لايبزيغ ليعمل كخبير في القياس.و بول الأخ الخامس فقد كان يملك أرضا ويعمل كقاضي بوايزة. في حين أن بناته إيفا ،آنا و سيبيلا كلهن تزوجن في أنابورغ.

## أعماله
- Rechnung auff der linihen سنة 1518 : في هذا الكتاب يصف آدم رييس الحساب الخطي في لوح للحساب، أحد أشكال المعداد، ومن خلا مقدمة الإصدار الثاني من هذا الكتاب تبين أنه موجه للأطفال.
- Rechnung auff der linihen und federn سنة 1522 : بالإضافة إلى الحساب باستعمال لوح الحساب، فقد وضح في هذا الكتاب الحساب العددي باستعمال الأعداد العربية والهندية.
- Coßألف سنة 1524 وتم نشره سنة 1992 : الكتاب المدرسي للجبر، وهو يعالج العلاقة بين الجبر في القرون الوسطى والجبر المعاصر.
- Ein Gerechent Büchlein/ auff den Schöffel/ Eimer/ vnd Pfundtgewicht ألف سنة 1533 وتم نشره سنة 1536 : وهو كتاب يحتوي على جدول لقياس الأسعار؛ وهو نوع من أنواع الدلائل (جمع دليل).
- Rechenung nach der lenge/ auff den Linihen vnd Feder سنة 1550 : ويشار إليه غالبا بالإسم المختصر،"Practica"، ويتضمن هذا الكتاب الصورة الوحيدة لعالم الرياضيات آدم رييس، وكذلك تاريخ رسم الصورة.

```
لم يكن رييس يكتب أعماله باللاتينية، كما كان متداولا في ذلك العصر، بل بالألمانية.
[
6
]
```

## تسميته
في الوقت الراهن نستطيع إجاد الإسمين رييس(Ries) أو رييز(Riese).الاسم الأخير وجد في زمن حياة العالم.حيث كانو يضيفون الحرف الاتيني "e" في الأخير للدلالة على حالة النصب (أي للدلالة على المذكر)، والحرف اللاتيني أضيف إلى الاسم رييس (Ries) عند استعماله لذى الألمان في عبارة كانت ولا زالت متداولة ومعناها «حسب آدم رييس»، وتستعمل عند الحديث عن الحسابيات البسيطة.و كلمة «رييز»(Riese)هي كلة ألمانية تعني بالعربية عملاق أو ضخم.

## تماثيل وتشريفات

### فيآنابرغ-بوخهولتس
- سنة 1893 من طرف روبيرت هينزي :

بمناسبة عيد ميلاد آدم رييس ال400 قررت جمعية أنابورغ التاريخية سنة 1891 نحث تمثال له، غير أن العمل عليه لم يبدأ حتى سنة 1893 بسسب عوائق مادية.

### باد شتافلشتاين
- 1874 : رسم لوجه العالم على لوح معدني في بلدة هال.
- 1959 : تمثال من الحجر الرملي نحث من قبل كارل بوتزلر في بلدة هال.
- 1980 : تمثال من البرونز نحث من قبل هوبيرت ويبر في مدخل بنك المدخرات التاريخية في بامبيرغر ستراب(Bamberger Straße).
- 1992 : رسم لوجه العالم على لوح من البرونز في مدخل البنك التاريخي رايفيجين (Raiffeisen) وهو مكان تواجد البيت الذي إفترض أن العالم رييس ولد به.

### إرفورث
- 1992 : ثلاثة أجزاء برونزية مجتممعة؛ لوحة مكتوبة مع جدول للحساب ووجه العالم آدم رييس.

## طوابع بريدية
قام المكتب الألماني للطوابع البريدية بإصدار مطبوعين بريديين تكريما للعالم الأول سنة 1959 والثاني سنة 1992.

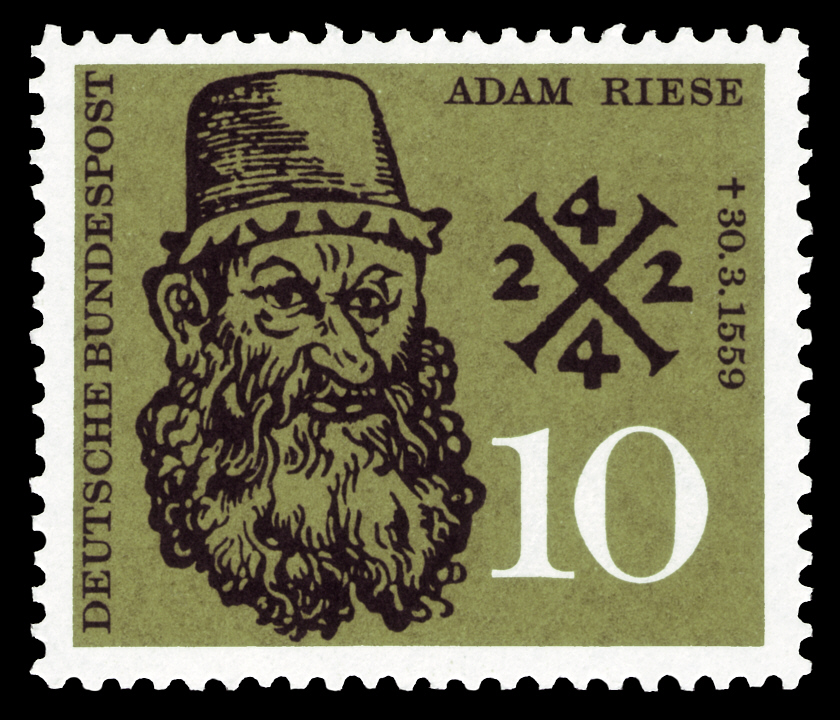
طابع بريدي أصدر في عيد ميلاد العالم ال400.